# Loricella
Genre
Loricella est un genre de mollusque polyplacophores de la famille des Schizochitonidae.

## Liste des espèces
Selon World Register of Marine Species (6 juin 2010) :
- Loricella angasi (H. Adams in H. Adams & Angas, 1864) — Australie
- Loricella dellangeloi Sirenko, 2008
- Loricella eernissei Sirenko, 2008
- Loricella oviformis (Nierstrasz, 1905)
- Loricella profundior (Dell, 1956) — Nouvelle-Calédonie, Nouvelle-Zélande
- Loricella raceki (Milne, 1963)
- Loricella scissurata (Xu, 1990)
- Loricella vanbellei Sirenko, 2008